# Phong trào nam giới
Phong trào nam giới là một phong trào xã hội xuất hiện vào những năm 1960 và 1970, chủ yếu ở các nước phương Tây, bao gồm các nhóm và tổ chức của đàn ông và đồng minh của họ tập trung vào các vấn đề giới và các hoạt động từ tự giúp đỡ và hỗ trợ cho vận động hành lang và hoạt động.
Phong trào nam giới được tạo thành từ một số phong trào có mục tiêu khác nhau và thường phản đối lẫn nhau. Các thành phần chính của phong trào nam giới bao gồm phong trào giải phóng nam giới, phong trào đàn ông ủng hộ nữ quyền, phong trào đàn ông huyền thoại, phong trào quyền nam giới và phong trào đàn ông Kitô giáo, nổi bật nhất là Promise Keepers.

## Phong trào giải phóng nam giới
Phong trào đàn ông bao gồm "mạng lưới đàn ông tự giác tham gia vào các hoạt động liên quan đến nam giới và giới tính. Nó xuất hiện vào cuối những năm 1960 và 1970 trong Văn hóa phương Tây, cùng với và thường là để đáp ứng với phong trào và nữ quyền của phụ nữ." Trong khi mang nhiều đặc điểm của các nhóm trị liệu, tự giúp đỡ, các nhóm phong trào nam giới ngày càng xem sự phát triển cá nhân và quan hệ tốt hơn với những người đàn ông khác là "vô dụng mà không có sự thay đổi trong các mối quan hệ xã hội và ý thức hệ hỗ trợ hoặc làm cho họ khác đi là đàn ông".  Các nhà hoạt động phong trào nam có thiện cảm với quan điểm nữ quyền đã rất quan tâm đến việc giải mã bản sắc và nam tính của nam giới.  Lấy một gợi ý từ các nhà nữ quyền sớm chỉ trích vai trò giới tính nữ truyền thống, các thành viên của phong trào giải phóng đàn ông đã sử dụng ngôn ngữ của lý thuyết vai trò giới tính để cho rằng vai trò giới tính nam cũng hạn chế và gây tổn hại tương tự đối với nam giới. Một số người theo chủ nghĩa tự do nam giới đã giải mã các mối quan hệ giới tính và lập luận rằng vì vai trò giới tính có hại như nhau đối với cả hai giới, phụ nữ và nam giới đều bị áp bức như nhau.